# Glaucocharis auriscriptella
Glaucocharis auriscriptella là một loài bướm đêm trong họ Crambidae.